# 非裔美國人歷史
非裔美國人歷史是指非裔美國人的歷史。 美洲殖民時期，歐洲殖民者通過大西洋奴隸貿易從非洲購買大量黑人奴隶，許多黑人奴隸被賣到北美。  黑人奴隸主要在種植经济作物的种植园工作。 1619年，有一批黑人奴隸被賣到弗吉尼亚殖民地，這标志着美國黑人奴隸制開始形成。截至1776年，大约20%的英国前北美殖民地人口是非洲人后裔。 
美國獨立戰爭期間，英國和美國兩邊都有黑人士兵，美國獨立戰爭结束后美國北部逐渐废除了奴隶制。 然而在美國南部，由於當地的經濟依賴於種植園，奴隸制度非但沒有廢除反而更加強化。 許多美國南部的黑奴通过地下鐵路逃往自由州和英治加拿大。  在1857年的斯科特诉桑福德案中，美国最高法院认定黑人不是、也永远不可能成为美国公民，美国宪法不适用于他们，黑人也不能獲得和白人一樣的公民权利。後來美國南北各州之间還因為是否廢除奴隸制而爭吵不休，最終导致南北战争爆發。南北戰爭期間至少有178,000名非裔美国人站在联邦這一邊。南北戰爭期間，亚伯拉罕·林肯总统颁布美国宪法第十三修正案，宣佈在全國範圍內废除奴隶制。 
支持奴隸制的美利堅聯盟國在南北戰爭中戰敗。戰爭結束後，美國重建時期開始。美國當局通過重建修正案，讓生活在美國南方的非裔美国人擁有與白人一樣的公民權利。不過南方各州則通過州議會立法限制黑人的權利，例如剝奪南方黑人的投票权，南方各州還通过吉姆·克勞法。  在美國奴隸制度沒有廢除和吉姆·克勞法依舊實施的时代，非裔美国人經常被美国白人的虐待和歧視。数千名非洲裔男子被白人私刑处死。  在白人奴隶主眼裡，黑人奴隸只不過是他們的财产，而且白人奴隶主還會毆打以及性剥削  黑奴。 20世纪初开始，超过600万生活在南方农村的非裔美国人搬到其他地區居住。 20世紀下半葉，由羅莎·帕克斯和马丁·路德·金等民权活动家领导的非裔美國人民權運動爆發。在這種情況下，美國聯邦政府通过1964年民權法案，該法案認定任何與种族歧视有關的行為和政策都是非法的。 
根據2020年美國人口普查显示，有46,936,733人被視為非裔美国人，约占美国人口的14.2%。 